# Puja (rijeka)
Puja (rus. Пуя) je rijeka u Veljskom i Šenkurskom rajonu Arhangelske oblasti u Rusiji. To je lijevi pritok Vage. Duga je je 172 km, s površinom porječja od 2500 km2. Njen glavni pritok je Sulanda (lijevi).

## Tok rijeke
Izvor Puje nalazi se u blizini Jemenge, sela i bivše stanice na srušenoj željezničkoj pruzi između Jure i Tjogrozera. Teče prema sjeveroistoku, a u selu Georgievskoje skreće prema jugoistoku. Nizvodno od Georgievskog, dolina rijeke Puja je naseljena, a na lijevoj obali izgrađena je cesta koja povezuje Dolmatovo (na jednoj od glavnih autocesta u Rusiji, M8 koja povezuje Moskvu i Arhangelsk) i Kargopolj preko Njandome. U Dolmatovu, Puja skreće prema sjeveru, a M8 je prati desnom obalom. Oko 9 km uzvodno od ušća s Vagom, Puja prima svoj glavni pritok, Sulandu. Nizvodno od ušća Sulande, Puja skreće prema istoku. Ušće Puje nalazi se u selu Aksjonovskaja.